# Ettore da Panigo
Ettore da Panigo (1295 circa – maggio 1345) è stato un condottiero italiano del XIV secolo.

## Biografia
Originario di Bologna, è anche noto con i nomi di Ettore di Panico, Toto di Panaco, Goro di Panigo ed Ettore da Bologna.
Più volte rettore di Modena, diventa ghibellino e viene pertanto nominato vicario imperiale della città per conto di Ludovico il Bavaro nel 1329.
Partecipa ad una congiura contro il cardinale legato Bertrando del Poggetto per far ribellare Bologna e acquistarla alla causa ghibellina; egli avrebbe dovuto appoggiare i congiurati con truppe provenienti dall'esterno della città, ma questi sono scoperti e uccisi e Panigo è scomunicato e bandito da Bologna.
Viene nominato vicario imperiale a Milano nel dicembre 1329; nel 1330 gli viene tolto il bando da Bologna, ma preferisce non rientrare in città.
Nel 1339 l'intervento della compagnia da lui comandata (forte di 700 cavalieri) a supporto di Luchino Visconti fu decisivo per le sorti della battaglia di Parabiago, che vide la sconfitta della Compagnia di San Giorgio.
Nel febbraio 1340 è armato cavaliere durante i festeggiamenti a Mantova per le nozze di Ugolino Gonzaga con una sorella di Mastino II della Scala.
Nel 1342 forma la Grande Compagnia, una compagnia di ventura, assieme ai condottieri Guarnieri di Urslingen e Mazarello da Cusano: la compagnia è temuta per l'alto numero di uomini ed è finanziata dai signori di Forlì, Milano, Mantova, Padova e Parma.
Tra i signori che ha servito come condottiero si ricordano, in successione cronologica: il signore di Lucca Castruccio Castracani; il signore di Verona Mastino II della Scala per la maggior parte degli anni '30 e per parte degli anni '40 del XIV secolo; Luigi Gonzaga, che lo nomina nel 1335 podestà di Reggio Emilia; i Malatesta di Rimini.
Nel 1344 opera, al soldo dei Visconti, contro gli Estensi, che sconfigge a Rivalta di Reggio, e i pisani. 
Muore nel maggio 1345 mentre partecipa sul colle di San Lorenzo ad un incontro con i delegati pisani, guidati da Niccolò da Gragnano: in rappresentanza dell'arcivescovo di Milano Giovanni Visconti, signore della città, deve trattare la restituzione ai Pisani di alcuni castelli, conquistati dai Milanesi a seguito di una guerra vittoriosa. Ettore viene ferito da un soldato del Gragnano e da questi finito.